# Arne Rustadstuen
Arne Rustadstuen (Fåberg, 14 dicembre 1905 – Lillehammer, 25 aprile 1978) è stato un combinatista nordico e fondista norvegese.

## Biografia
Originario di Fåberg, comune in seguito accorpato a Lillehammer, in carriera conquistò due medaglie iridate nello sci di fondo ai Oslo 1930 (argento nella 50 km con il tempo di 3:54:07, dietro a Sven Utterström, e oro nella 18 km con il tempo di 1:19:58) e una nella combinata nordica a Oberhof 1931 (bronzo con 418,0 punti; meglio di lui fecero i connazionali Johan Grøttumsbråten e Sverre Kolterud).
Nel 1934 vinse il suo unico titolo nazionale, nella 18 km, e il Trofeo Holmenkollen sulla medesima distanza, risultato quest'ultimo bissato l'anno seguente. In carriera prese parte a due edizioni dei Giochi olimpici invernali gareggiando solo nel fondo, Lake Placid 1932 (5° nella 18 km, 3° nella 50 km con il tempo di 4:31:53,0, superato solo dai finlandesi Veli Saarinen e Väinö Liikkanen) e Garmisch-Partenkirchen 1936 (6° nella 18 km).

## Palmarès

### Combinata nordica

#### Mondiali
- 1 medaglia:
  - 1 bronzo (individuale a Oberhof 1931)

### Sci di fondo

#### Olimpiadi
- 1 medaglia, valida anche ai fini iridati:
  - 1 bronzo (50 km a Lake Placid 1932)

#### Mondiali
- 2 medaglie, oltre a quella conquistata in sede olimpica e valida anche a fini iridati:
  - 1 oro (18 km a Oslo 1930)
  - 1 argento (50 km a Oslo 1930)

#### Campionati norvegesi
- 1 oro (18 km nel 1934)[1]

## Riconoscimenti
- Medaglia Holmenkollen (1935)